# 1979 w literaturze
Wydarzenia literackie w 1979 roku.

## Wydarzenia
- polskie
  - w Poznaniu powstało niezależne wydawnictwo Witryna

## Nowe książki (proza beletrystyczna i literatura faktu)
- polskie
  - Jarosław Abramow-Newerly
    - Bajadera (Wydawnictwa Radia i Telewizji)[1]
    - Skok przed siebie

  - Jerzy Andrzejewski – Miazga (NOWA, drugi obieg)
  - Jan Drzeżdżon – Dzwónnik
  - Tadeusz Konwicki – Mała apokalipsa
  - Jerzy Krzysztoń – Obłęd
  - Stanisław Lem – Powtórka
  - Marek Nowakowski
    - Lepszy (Nasza Księgarnia)
    - Tutaj całować nie wolno (Polonia, Chicago)
    - Chłopak z gołębiem na głowie (Państwowy Instytut Wydawniczy)

  - Ewa Maria Ostrowska – Śniła się sowa (Ludowa Spółdzielnia Wydawnicza)[2]
  - Tadeusz Różewicz – Próba rekonstrukcji
  - Alfred Szklarski – Ostatnia walka Dakotów
  - Lucjan Wolanowski – Lądy i ludy
  - Franciszek Wysłouch – Echa Polesia
  - Wojciech WItkowski – Burzliwe dzieje pirata Rabarbara
- zagraniczne
  - Jeffrey Archer – Kain i Abel (Kane and Abel)
  - Italo Calvino – Jeśli zimową nocą podróżny (Se una notte d'inverno un viaggiatore)
  - Michael Ende – Nie kończąca się historia (Die Unendliche Geschichte)
  - Bohumil Hrabal
    - Taka piękna żałoba (Krasosmutnění)
    - Každý den zázrak

  - James Herriot – Yorkshire (James Herriot's Yorkshire)
  - Stephen King – Martwa strefa (The Dead Zone)
  - Haruki Murakami – Hear the Wind Sin

## Wywiady
- polskie
- zagraniczne

## Dzienniki, autobiografie, pamiętniki
- polskie
- zagraniczne
- wydania polskie tytułów zagranicznych

## Nowe eseje, szkice i felietony
- polskie
- zagraniczne
- wydania polskie tytułów zagranicznych

## Nowe dramaty
- polskie
  - Helmut Kajzar – Musikkrater
  - Marek Nowakowski
    - Skąd ten krzyk? (słuchowisko) (Dialog) nr 1 s. 58-63
    - Głos z tego świata (słuchowisko) (Dialog) nr 11 s. 24-34

  - Tadeusz Różewicz – Do piachu
- zagraniczne

## Nowe poezje
- polskie
  - Jerzy Harasymowicz – Wiersze miłosne
  - Ewa Lipska – Dom Spokojnej Młodości
- zagraniczne
  - Kingsley Amis – Collected Poems (Poezje zebrane)
  - Duglas Dunn – Barbarians (Barbarzyńcy)
  - D.J. Enright – A Faust Book (Księga Fausta)
  - Vladimir Nabokov – Сτихи (pośmiertnie, Wiersze)
- wydane w Polsce dzieła lub wybory utworów poetów obcych
- zagraniczne antologie
- wydane w Polsce antologie poezji obcej

## Nowe prace naukowe i biografie
- polskie
- zagraniczne
  - Bellarmino Bagatti
    - La caverna dei tesori. Testo arabo con traduzione italiana e commento (razem z A. Battistą)
    - Recherches sur le site du Temple de Jérusalem (Ier-VIIe siècle)

  - Fernand Paul Braudel – Kultura materialna, gospodarka i kapitalizm. XVI–XVIII wiek (Civilisation Matérielle, Economie et Capitalisme, XV–XVIII)
  - Richard Rorty – Filozofia a zwierciadło natury (Philosophy and the Mirror of Nature)
- wydania polskie tytułów zagranicznych

## Urodzili się
- 16 stycznia – Frida Nilsson, szwedzka pisarka dla dzieci
- 2 lipca – Najat El Hachmi, marokańsko-hiszpańska pisarka tworząca w jęz. katalońskim
- 28 marca – Benjamin Percy, amerykański pisarz
- 22 kwietnia – Juliusz Strachota, polski pisarz
- 5 maja – Catherynne M. Valente, amerykańska poetka, krytyk literacki i pisarka
- 28 czerwca – Florian Zeller, francuski prozaik, dramaturg i reżyser
- 18 lipca – Daina Opolskaitė, litewska pisarka
- 15 listopada – Intan Paramaditha, indonezyjska pisarka
- Emily St. John Mandel, kanadyjska pisarka

## Zmarli
- 8 stycznia – Bogdan Ostromęcki, polski poeta (ur. 1911)
- 27 stycznia – Victoria Ocampo, argentyńska eseistka, intelektualistka, wydawca, redaktorka i tłumaczka (ur. 1890)
- 9 lutego – Allen Tate, amerykański poeta, prozaik, krytyk i teoretyk literatury (ur. 1899)
- 27 marca – Ryhor Kruszyna, białoruski poeta i prozaik (ur. 1907)
- 7 kwietnia – Bruno Apitz, niemiecki pisarz (ur. 1900)
- 8 kwietnia – Breece D’J Pancake, amerykański pisarz, autor opowiadań (ur. 1952)
- 13 kwietnia – Marian Załucki, polski poeta i satyryk (ur. 1920)
- 10 maja – Louis Paul Boon, belgijski pisarz tworzący w języku niderlandzkim (ur. 1912)
- 14 maja – Jean Rhys, dominikańska pisarka (ur. 1890)
- 24 maja – Adam Majewski, polski lekarz i pisarz (ur. 1907)
- 28 maja – Consuelo de Saint Exupéry, salwadorsko-francuska artystka i pisarka (ur. 1901)
- 30 maja – Agnieszka Glinczanka, polska tłumaczka literatury angielskiej (ur. 1915)
- 3 czerwca
  - Tadeusz Kubiak, polski poeta i pisarz dla dzieci (ur. 1924)
  - Arno Schmidt, niemiecki pisarz i tłumacz (ur. 1914)
- 14 czerwca – Anatolij Kuzniecow, rosyjski pisarz (ur. 1929)
- 27 czerwca – Antoni Gołubiew, polski pisarz (ur. 1907)
- 29 czerwca – Blas de Otero, hiszpański poeta (ur. 1916)
- 1 lipca – Jan Edward Kucharski, polski prozaik (ur. 1914)
- 15 lipca – Juana de Ibarbourou, urugwajska poetka (ur. 1892)
- 21 lipca – Ludwig Renn, niemiecki pisarz (ur. 1889)
- 23 lipca – Joseph Kessel, francuski dziennikarz i pisarz (ur. 1898)
- 24 lipca – Edward Stachura, polski poeta, pisarz, pieśniarz i wędrowiec (ur. 1937)
- 8 sierpnia – Nicholas Monsarrat, brytyjski pisarz (ur. 1910)
- 16 sierpnia – Jerzy Jurandot, polski pisarz, satyryk (ur. 1911)
- 20 sierpnia – Christian Dotremont, belgijski malarz, poeta i powieściopisarz (ur. 1922)
- 31 sierpnia – Kazimiera Jeżewska, polska poetka i tłumaczka (ur. 1902)
- 10 września – Czesław Twardzik, polski poeta (ur. 1914)
- 6 października – Elizabeth Bishop, amerykańska poetka, tłumaczka, powieściopisarka (ur. 1911)
- 16 października – Johan Borgen, norweski pisarz i krytyk literacki (ur. 1902)
- 2 listopada – Roman Sadowski, polski poeta (ur. 1914)
- 7 grudnia – Nicolas Born, niemiecki pisarz i poeta (ur. 1937)
- Łazar Łagin, radziecki pisarz, scenarzysta i poeta (ur. 1903)

## Nagrody
- Harcerska Nagroda Literacka – Ewa Maria Ostrowska[3], Jan Edward Kucharski
- Nagroda Bookera – Penelope Fitzgerald za Offshore
- Nagroda Cervantesa – Jorge Luis Borges i Gerardo Diego
- Prix Femina – Pierre Moinot
- Nagroda Goncourtów – Antonine Maillet, Pélagie la Charette
- Nagroda Kościelskich – Jerzy Mirewicz
- Nagroda Nobla – Odiseas Elitis[4]
- Nagroda Renaudot – Jean-Marc Roberts za Affaires étrangères